# Empire (Belfast)
Das Empire in Belfast (offiziell: Belfast Empire Theatre of Varieties) war ein großes Varietétheater von 1894 bis 1961. Es existiert nicht mehr.

## Geschichte
Das Empire Theater am Victoria Square eröffnete am 3. Dezember 1894 mit einer spektakulären Show, in der Stars wie Little Tich (Komiker), Chirgwin (Pantomimist) und The Great Karno Troupe auftraten.
Das Interesse an dieser Veranstaltung mit weltbekannten Künstlern war so groß, dass Hunderte, die nicht reserviert hatten, beim Einlass abgewiesen werden mussten.
Als ein ernsthaftes Problem stellte sich allerdings schnell heraus, dass die Bühne aufgrund der Innenarchitektur von vielen Bereichen aus nicht zu sehen war. Es wurde deutlich, dass das Gebäude bedarfsgerecht geändert werden musste.
Nach einem Umbau mit neuem Konzept und erheblicher Vergrößerung wurde es – nach noch nicht einmal einem Jahr – am 28. Oktober 1895 abermals eröffnet. Zum Programm gehörten damals sehr bekannte Darsteller und Darstellerinnen wie Fanny Wentworth (Pianistin, Sängerin, Unterhaltungskünstlerin), Jessie Burton (Sänger), Horace Wheatley (Komiker, Tänzer), Lily Marney (Komikerin), Fred Millis (Bauchredner), George M'Culloch (Komiker), Zarmo (Jongleur) und Chrissie Angus (Burlesque-Artistin, Sängerin).
Alle aktuellen Brandschutzanforderungen waren erfüllt. Ein aufwendiges Heizsystem sorgte für die gewünschte Temperierung. Die gesamte Beleuchtung war elektrisch und durch zusätzliche Akkumulatoren gesichert. Auch gut geplante Fluchtwege gehörten zum Konzept. Die Angaben zur Publikumskapazität sind unterschiedlich; sie betrug 1322, möglicherweise auch 2250 Personen.
Administrativ war das Empire mit dem Varieté-Theater Star of Erin in Dublin verbunden.
Das Programm bot die ganze Vielfalt internationaler bekannter Künstler und Künstlerinnen aus den Bereichen Ballett, Zirkus, Operette, Drama, Komödie, Revue und Varieté.
Es traten „all die wirklich Großen, Originellen und Einzigen auf: Little Tich, Gertie Gitana [Unterhaltungskünstlerin], Marie Lloyd, G. H. Elliott [Sänger, Tänzer], Harry Lauder und (wie man sagt) Charles Chaplin.“
Zum Bestreben, das Publikum gut zu unterhalten, gehörte auch die Einbeziehung neuer Medien. So wurde 1896 eine große Innovation präsentiert: „The, Perplexing and Original Lumière Cinématographe“ – die Filmvorführung mit einem Kinematographen, die ersten „lebenden Bilder“ in Belfast.
Am 14. Februar 1955 fand anlässlich des „diamantenen“ Theater-Jubiläums eine große Gala-Show statt, u. a. mit The Kentones (Gesangsgruppe), The King Brothers (Gesangstrio), Eva May Wong (Schauspielerin), Bob Nelson (Komiker), Skating Meteors, Tex Mc Leod (Schauspieler) und Paul Dalton (Komödiant, Zauberer).
Trotz hervorragender Produktionen und großen Erfolges gab es wirtschaftliche Schwierigkeiten. Die Kosten überstiegen die Einnahmen, so dass das Empire 1961 endgültig schließen musste und 1965 abgerissen wurde. Heute befindet sich an dieser Stelle ein Einkaufszentrum.
Eine populäre Belfaster Music-Hall an der Botanic Avenue verwendet weiterhin den Namen des Theaters: The Belfast Empire.

### Das Empire und die BBC
Das Empire Theater wurde auch bekannt für seine regelmäßigen Sendungen der BBC. Im Dezember 1927 begann man mit der Live-Ausstrahlung der Rundfunk-Revue „Hi Hip Hoo-Radio“. Diese wurde von Richard Hayward moderiert, einem damals populären britischen Filmschauspieler und Musiker. Am 10. Dezember 1936 fand die 50. Sendung mit einer Gala-Varieté-Show statt.

## Rezeption
- „Das neue Gebäude, mit dem man der Belfaster Öffentlichkeit zeigen will, dass ein Theater für alle Gesellschaftsschichten gebaut werden kann, ließe sich sehr gut als ‘Wunderwerk maurischer Pracht‘ beschreiben.“ - Belfast Evening Telegraph[9]
- „Das Programm war das allerbeste, das jemals in Belfast aufgeführt wurde. Das Theater, das wie das Star in Dublin der Varieté-Unterhaltung gewidmet ist, stellt wahrhaftig ein Kunstwerk dar, und wahrscheinlich gibt es außerhalb Londons nichts Vergleichbares und sicherlich nichts, das es darin übertrifft.“ - Daily Independant (Dublin)[10]
- „Ein prächtiges Schmuckstück aus venezianischem mehrfarbigem Ziegelmauerwerk mit gestreiften Spitzbögen und rüschenförmigen Dachvorsprüngen.“ - Marcus Patton[11]

## Trivia
- Während des Krieges, am 19. Juni 1945, besuchte Mary, Princess Royal, das Theater. Das Gebäude und die königliche Loge wurden zu diesem Anlass mit Union Jacks geschmückt.[1]
- Charlie Chaplin schickte ein Glückwunsch-Telegramm zum Diamant-Jubiläum: ‘My best wishes to the Friends of the Belfast Empire Theatre of Varieties on its Diamond Jubilee. May you enjoy long years of peace, prosperity and happiness.’[3]
- Eines Tages brach ein Mitglied des Orchesters zusammen und starb an Herzversagen. Das Varieté-Publikum missverstand die traurige Situation als Bestandteil der Show und reagierte mit großem Gelächter.[3]